# Орден Святого благоверного великого князя Димитрия Донского
Орден Святого благоверного великого князя Димитрия Донского — орден Русской православной церкви.
Орден учреждён определением святейшего патриарха Алексия II и Священного синода от 1 октября 2004 года.

## Положение о награде

### Основания для награждения
Орденом награждаются:
- священнослужители,
- военачальники,
- ветераны Великой Отечественной войны,
- иные лица, проявившие мужество при защите Отечества, внесшие вклад в развитие взаимодействия между Русской Православной Церковью и Армией, оказывающие духовно-нравственную поддержку военнослужащим.
- в исключительных случаях — организации, трудовые и творческие коллективы; как, например: Уралвагонзавод (2004); Кубанский казачий хор (2011).

### Степени ордена
Орден делится на три степени. Награждённым вручается знак ордена и грамота.

### Правила ношения
Орден носится на левой стороне груди, и при наличии других орденов Русской Православной Церкви располагается вслед за орденом святителя Макария, митрополита Московского и всея Руси.

## Описание ордена

### I степень
Знак ордена I степени изготавливается из латуни с позолотой, представляет собой равноконечный крест с расширяющимися округлыми концами. Ветви креста покрыты белой эмалью. По краям креста — широкий выпуклый рант украшенный стразами. В центре креста — круглый голубой медальон с образом святого благоверного князя Димитрия Донского в княжеском одеянии. По сторонам от фигуры, церковно-славянским шрифтом — имя святого. Икона выполнена в технике финифти. Вокруг медальона — рельефный позолоченный лавровый венок, в нижней части перевитый лентой.
Крест наложен на круглый щит, покрытый красной эмалью. По окружности щита — широкий выпуклый рант со стразами. Диаметр щита — 45 мм.

### II степень
Знак ордена II степени аналогичен ордену I степени, но без стразов.

### III степень
Знак ордена III степени аналогичен II степени, но только посеребрен и вокруг медальона нет лаврового венка.

## Наиболее известные кавалеры
- Первый Президент Российской Федерации Б. Н. Ельцин
- Мэр Москвы Юрий Лужков
- Михаил Тимофеевич Калашников, Герой России, дважды Герой Социалистического Труда, конструктор стрелкового оружия, генерал-лейтенант
- Дуканов, Олег Михайлович, Герой России, генерал-лейтенант
- Министр внутренних дел Российской Федерации генерал армии Р. Г. Нургалиев
- заместитель Председателя Правительства Российской Федерации Д. О. Рогозин
- Действительный государственный советник юститции В. В. Устинов[1]
- Маршал Советского Союза Д. Т. Язов
- Маршал Российской Федерации И. Д. Сергеев
- Генерал армии В. Л. Говоров
- Президент Молдавии В. Н. Воронин
- Министр здравоохранения Ю. Л. Шевченко
- Протоиерей Игорь Бобриков, войсковой священник, настоятель православного храма Животворящего Креста Господня, Республика Адыгея
- иерей Александр Цыганов, войсковой священник 76-й десантно-штурмовой дивизии ВДВ России (посмертно)
- иерей Антоний Савченко, Герой России, войсковой священник 2-й отдельной гвардейской бригады специального назначения (посмертно)